# Movimento fiammingo

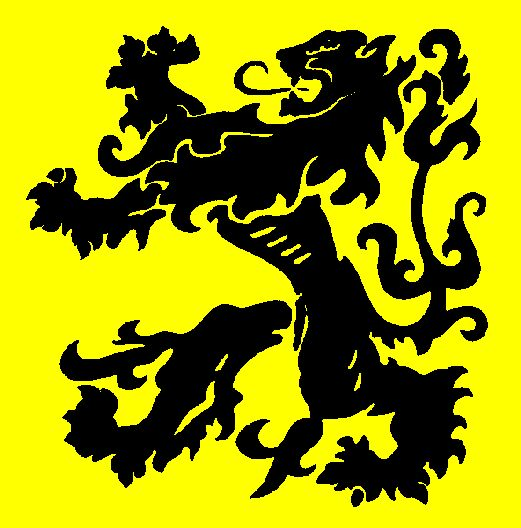
La bandiera fiamminga come adottata dal Movimento fiammingo.

Il Movimento Fiammingo (in olandese: Vlaamse Beweging) è un termine collettivo per tutte le organizzazioni e gli individui che si concentrano sulla emancipazione del popolo fiammingo in Belgio. Questo sforzo viene di solito tradotto in una devoluzione di struttura statale.

## Storia

### Contesto storico
Lo Stato belga è stato fin dalla sua indipendenza nel 1830 monolingua francese, dato che la classe dirigente parlava questa lingua sia nelle Fiandre che in Vallonia. Così prese piede una lenta ma costante francesizzazione della vita pubblica nelle Fiandre.
A differenza del resto delle Fiandre, questo processo a Bruxelles si è dimostrato molto più forte e irreversibile. Per esempio la legislazione divenne solo in lingua francese e di conseguenza anche l'amministrazione. Anche l'istruzione primaria si francesizzò, e nelle Fiandre si creò quindi un "confine linguistico sociale".

### La nascita del Movimento Fiammingo (1870)
La prima reazione a ciò che stava succedendo arrivo dagli ambienti artistici, in particolare da scrittori e poeti Conscience, Rodenbach e Gezelle; dopodiché il movimento si estese anche a tutte le altre discipline artistiche poiché artisti e intellettuali erano soliti far parte della stessa borghesia.
Dal 1870 il Movimento Fiammingo ottenne una base popolare più ampia: divenne sempre più un movimento politico con pretese come la completa neerlandizzazione dell'istruzione e della vita pubblica nelle Fiandre; fu il movimento studentesco fiammingo la forza trainante dietro questa evoluzione. La guida intellettuale fu principalmente cattolica con protagoniste come August Vermeylen, Hugo Verriest, Cyriel Verschaeve, Frans Van Cauwelaert e Julius Vuylsteke.

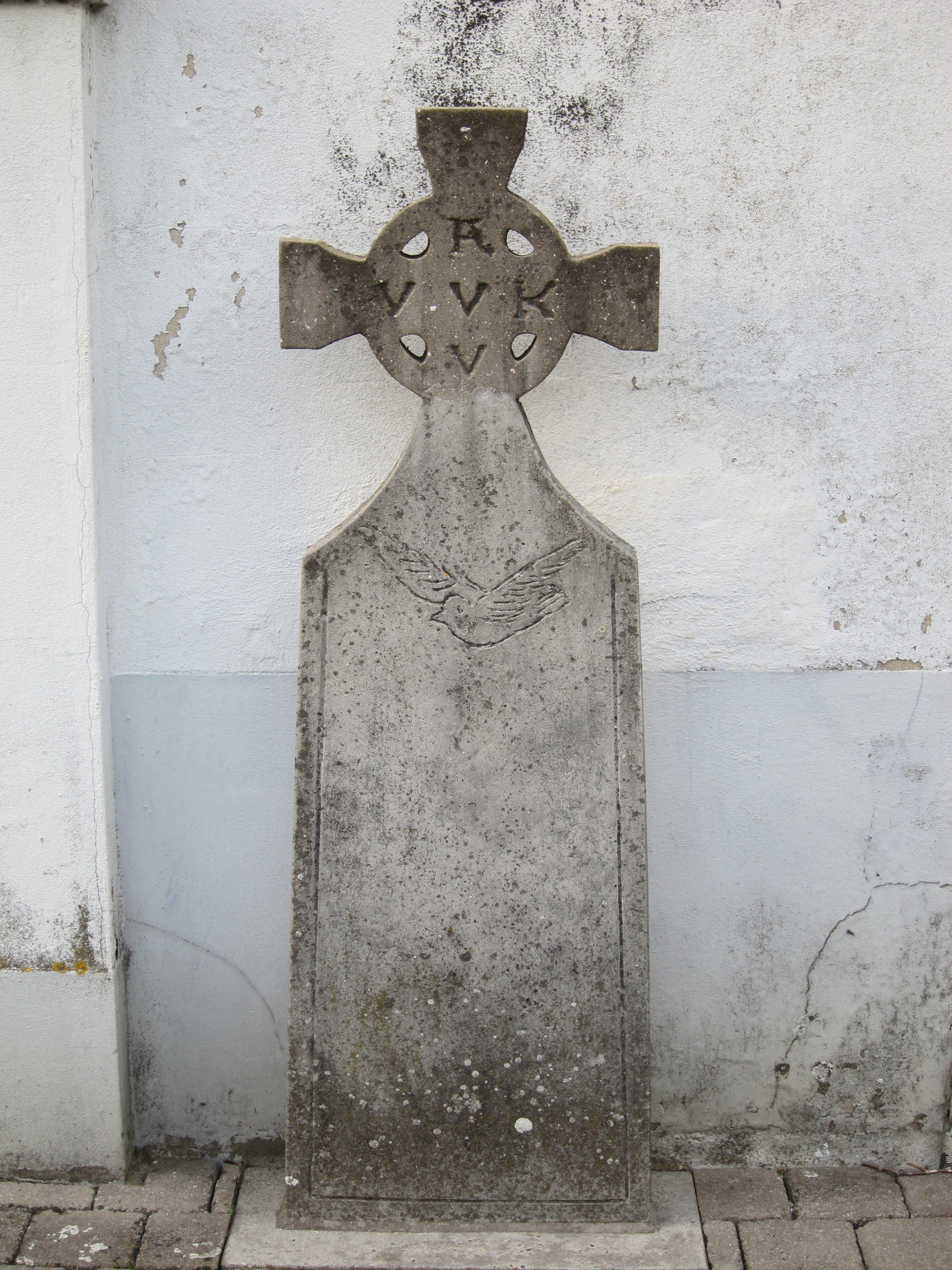
AVV-VVK su una lapide nei pressi del castello di San Michele, (Sint-Katelijne-Waver)

### Il Movimento fiammingo durante la Prima Guerra Mondiale (1914 - 1918)
Durante la prima guerra mondiale il movimento fiammingo può essere diviso in tre gruppi: gli attivisti, che hanno collaborato con gli occupanti tedeschi per raggiungere il loro obiettivo, il passivisti, che hanno respinto la cooperazione con l'occupante, e il Movimento al fronte, che si opponeva soprattutto alla politica francese dell'esercito belga, che provocava una mancanza di comunicazione tra ufficiali e soldati, lasciando molti giovani fiamminghi morire inutilmente. Questi ultimi hanno mostrato il loro disappunto soprattutto scrivendo sulle lapidi di centinaia di caduti fiamminghi le lettere AVV-VVK (Solo per le Fiandre - Fiandre per Cristo) (in olandese: Allen voor Vlaanderen-Vlaanderen voor Kristus).

### Il Movimento fiammingo durante il periodo interbellico (1918 - 1939)
Durante il periodo tra le due guerre, il movimento fiammingo era rappresentato principalmente dal Frontpartij, un partito politico fondato nel 1919 composto dal movimento al fronte e dagli attivisti della prima guerra mondiale, il quale raggiunse il suo picco di notorietà quando ottenne la sua prima vittoria importante con le leggi linguistiche nel 1932. A poco a poco il Movimento fiammingo cambiò da un movimento democratico e progressivo a un movimento di destra autoritaria come emanazione dell'Unione Nazionale Fiamminga e dell'Unione Nazionale di Solidarietà.

### Il Movimento fiammingo durante la seconda guerra mondiale (1939 - 1945)
Durante la seconda guerra mondiale parti del Movimento fiammingo collaborarono ancora con i tedeschi. La repressione dopo la guerra portò a punizioni molto severe: grazie a più di 400.000 dossier, 240 condannati a morte, come nel caso di Leo Vindevogel e August Borms, il Movimento fiammingo fu organizzativamente distrutto e moralmente screditato. Eppure nel maggio 1949 venne fondato il "Vlaamse Concentratie", il primo partito pro-fiammingo del dopoguerra che cercò principalmente amnistia per le vittime della repressione e epurazione.

### Lovanio Fiamminga
La distruzione della torre di ferro (un monumento alla pace situato nella città delle fiandre occidentali Diksmuide) nel 1946 diede all'opinione pro-fiamminga un primo impulso. Un secondo impulso lo diede la questione reale, dove il contrasto tra fiamminghi e valloni si rifece avanti bruscamente. Negli anni sessanta il movimento fiammingo divenne nuovamente un vasto movimento popolare sotto l'Unione Popolare Fiamminga Cristiana, fondata nel 1954 e poi chiamata Unione Popolare (volksunie). Lo scopo di questo partito era l'opposizione alla francesizzazione di Bruxelles, che fu ufficializzata grazie al censimento della lingua che portò a due imponenti marce a Bruxelles con decine di migliaia di partecipanti. Il confine linguistico fu stabilito definitivamente nel 1962. Nel 1968 ci fu la lotta per ottenere una Lovanio fiamminga.

### L'accesso al potere
Nel 1977 l'Unione Popolare venne coinvolta nei negoziati riguardanti una seconda riforma dello Stato. I negoziati portarono al controverso patto Egmont che prese nome dal palazzo Egmont dove queste riunioni segrete ebbero luogo di notte. L'accordo incontro delle proteste sostanziose: in particolare la parte destra e radicalmente anti-belga del movimento fiammingo pensò che si fossero fatte troppe concessioni ai francofoni. Nonostante le proteste il patto Egmont venne approvato da due terzi dell'Unione popolare. Questo non arrestò le contestazioni ed il premier Leo Tindemans annunciò inaspettatamente le dimissioni; il governo Tindemans II cadde ed il patto non fu mai attuato. Infine giunse una spaccatura all'interno dell'Unione popolare che portò alla fondazione del Vlaamse Blok nel 1978. Nel 1988 arrivò la svolta del federalismo in Belgio e con il Sint-Miechielsakkoord (letteralmente: accordo di San Michele) nel 1993 il Belgio divenne una federazione.

### Al giorno d'oggi
Il nazionalismo fiammingo è diventata la forza dominante nel movimento fiammingo. Una tendenza recente nel (moderato) movimento fiammingo è l'attenzione ai nuovi fiamminghi, tra gli altri la comunità del pellegrinaggio alle torri di Ijzer, l'OVV e VOS. Il nazionalismo fiammingo radicale si manifesta ancora oggi durante la "IJzerwake" e il Festival della Canzone Fiamminga.
Oggi, tutti i partiti fiamminghi (ad eccezione dell'estrema destra di Vlaams Belang)  possono essere considerati facente parte dei fiamminghi moderati. Hanno legami con le organizzazioni industriali e sindacali e in particolare con la VOKA.